# Eritrit
|  |  |

|  |  |

Az eritrit természetes cukoralkohol. Kis mennyiségben megtalálható gombákban, körtében, dinnyében, szőlőben, és erjesztéssel készült ételekben: borban, szójaszószban, sajtban.
Mint a legtöbb cukoralkoholt, édesítőszerként használják. Édesítőereje 60-80%-a a közönséges cukorénak. Íze hűs és édes. 160 °C-ig nem veszíti el édes ízét, és nincs utóíze. Jól kombinálható más édesítőszerekkel. Endoterm hatása van, azaz a forró folyadékot lehűti, illetve nem karamellizálódik.

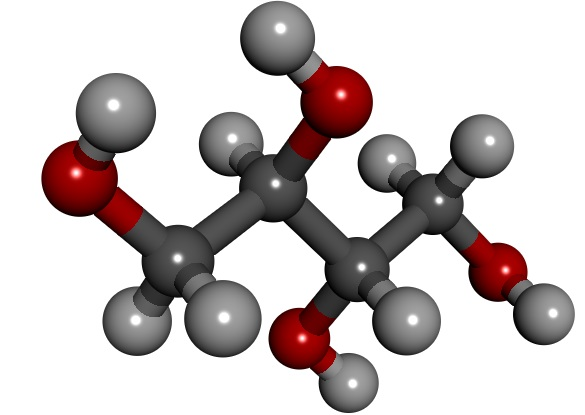
Az eritrit térbeli szerkezete

Nagy része gyorsan felszívódik a vékonybélben, és bár a vastagbélbe csak egyszeri nagy mennyiség (több mint 0,5 g/tskg) fogyasztása esetén jut, így nincs puffasztó hatása, mint más cukoralkoholoknak. Nagyobb (néhány órán belül 5-10 grammot meghaladó) mennyiség egyszeri elfogyasztása azonban intenzív és gyorsan jelentkező hashajtó hatással járhat, ezért az európai élelmiszerbiztonsági hatóság üdítőitalokban történő felhasználását egyelőre nem engedélyezi.
A felszívódott mennyiségnek több mint 90%-a változatlan formában távozik a szervezetből a vizelettel 24 órán belül, emiatt energiatartalma igen csekély (20 kcal/100 g). Glikémiás indexe 0-nak tekinthető, mert az inzulintermelésre gyakorlatilag nincs hatással, így cukorbetegek is fogyaszthatják. Szénhidráttartalma 1 g/100 g.
A többi cukoralkoholhoz hasonlóan nem okoz fogszuvasodást, mert a szájban található baktériumok nem tudják feldolgozni. Gátolja a gombaszaporodást, így candida diétások is fogyaszthatják.

## Felhasználása
Az élelmiszeripar széles termékskálán használja. Az édességektől a tejtermékekig fontos összetevő. Édeskés-savanykás, nem fűszeres élelmiszerekben kiváló ízfokozó hatással bír. Hatóanyag-hordozóként is alkalmazza az ipar pl. egyéb adalékanyagok vivőmolekulájaként.
A sütőiparban hosszabban tartó frissességet és puhaságot, ezáltal (és gombaellenes hatása révén) hosszabb eltarthatóságot kölcsönöz a termékeknek.
Vízmegkötő képessége miatt nedvesítőszerként, azaz stabilizátorként is használják. A kis páratartalom szárító hatását semlegesíti.
Sűrítőanyagként a viszkozitás beállítására is alkalmazható. Savszabályozó anyagként az élelmiszerek pH-értékének stabilizálására is felhasználják.
Élelmiszerkódja E-968.
Fruktóz felszívódási zavarban szenvedő betegek számára egészségügyi kockázatot jelent az eritrit fogyasztása, ugyanis a cukoralkoholok lassítják a fruktóz felszívódását.

## Története
1848-ban fedezte fel John Stenhouse(en) brit kémikus friss és erjesztett gyümölcsökben.
Japánban 1990 óta használják cukorkákban, csokoládéban, joghurtban, töltelékekben, gyümölcszselékben, lekvárokban, italokban, valamint cukorhelyettesítőként. Az USA-ban az FDA 1997-ben engedélyezte, majd négy évvel később teljesen biztonságosnak nyilvánította. Az EU-ban 2003 óta van forgalomban.

## Biztonságos felhasználása, ajánlott napi dózis
2023-ban az Európai Élelmiszerbiztonsági Hatóság újraértékelte az eritritol biztonságosságát, és az ajánlott napi beviteli határértéket 0,5 grammra csökkentette testsúly-kilogrammonként, ami egy átlagos felnőtt (70 kg) esetében 35 grammot jelent. Az alsó határt „a hashajtó hatás elleni védelem és a hosszú távú hatások, például az eritritol okozta hasmenésnek való hosszan tartó kitettségből eredő elektrolit-egyensúly zavar enyhítése érdekében” határozták meg."
Korábban, 2015-ben a tudósok meghatározták az eritritol azon dózisát, amely esetében enyhe gyomor-bélrendszeri tüneteket tapasztalhat a fogyasztó. Ezek az émelygés, a teltségérzet, hasi puffadás vagy fájdalom, valamint a székletürítés gyakoriibbá válása.
1,6% tartalom alkalmazása során italokban nem találták hashajtó hatásúnak. A tolerancia felső határa felnőtteknél 0,78, gyermekeknél 0,71 g/kg testsúly volt. 
Az Egyesült Államokban az eritritol azon cukoralkoholok közé tartozik, amelyeket az általánosan elterjedt szakmai vélemények szerint biztonságosnak (GRAS) ismernek el az élelmiszeripar területén. 

## Fizikai/kémiai tulajdonságai
Szagtalan, nem higroszkópos fehér kristály vagy por. Vízben 0,1 g/ml mértékben, a hosszabb láncú cukoralkoholoknál kevésbé oldódik. Oldódáskor a vizes oldat lehűl; ez okozza az eritrit hűsítő hatását pl. rágógumiban, csokoládéban. Etanolban kevéssé, éterben nem oldható. Savaknak és lúgoknak ellenáll a 2–12 közötti pH-tartományban.
A vizet megköti, emiatt az élelmiszeriparban stabilizátorként is használják. Gombaellenes hatása van.
LD50-értéke egér esetén peritoneálisan (a bőr és a hashártya közé juttatva) 7 mg/tskg. Szájon át ez az érték 5 g/tskg-nál nagyobb kutyáknál, 13,1 hím és 13,5 nőstény patkányoknál.

## Előállítása
Cukor, melasz vagy keményítő erjesztésével állítják elő, egy nem patogén mikroorganizmus, Moniliella(en) pollinis, Trichosporonoides megachilensis vagy Aureobasidium segítségével. Az erjesztett terméket hevítéssel fertőtlenítik, szűrik, majd ioncserélővel, aktív szénnel és ultrafiltrálással tisztítják és kristályosítják.

## Fordítás
- Ez a szócikk részben vagy egészben a Erythritol című angol Wikipédia-szócikk ezen változatának fordításán alapul.  Az eredeti cikk szerkesztőit annak laptörténete sorolja fel. Ez a jelzés csupán a megfogalmazás eredetét és a szerzői jogokat jelzi, nem szolgál a cikkben szereplő információk forrásmegjelöléseként.